# Pugilato ai XIV Giochi del Mediterraneo
I tornei di  Pugilato ai XIV Giochi del Mediterraneo si sono svolti dal 3 all'8 settembre 2001 a Tunisi in Tunisia.

## Risultati
| Evento                           | Oro                    | Argento               | Bronzo                              |
| Pesi mosca leggeri fino a 48 kg  | Abdülkadir Koçak       | Cherif Saki           | Walid Cherif Rudik Kazandjian       |
| Pesi mosca fino a 51 kg          | Mebarek Soltani        | Mohamed Rezkalla      | Jérôme Thomas Moez Zemzeni          |
| Pesi gallo fino a 54 kg          | Ağasi Agagüloğlu       | Hassan Djlassi        | Artur Mikaelian Abdullah Waheb      |
| Pesi piuma fino a 57 kg          | Ramaz Paliani          | Driss Melki           | Jetis Bajrami Boubacar Dangnoko     |
| Pesi leggeri fino a 60 kg        | Zied Sassi             | Yussuf Hamidi         | Michele di Rocco Guillaume Salingue |
| Pesi superleggeri fino a 63.5 kg | Saleh Khalaf Abdelbary | Willy Blain           | Mohamed Ali Sassi Mohamed Allalou   |
| Pesi welter fino a 67 kg         | Xavier Noël            | Sami Khalifi          | Spyridion Ioannidis Geard Ajetovic  |
| Pesi superwelter fino a 71 kg    | Bülent Ulusoy          | Benamar Meskine       | Georgios Gazis Mohamed Marmouri     |
| Pesi medi fino a 75 kg           | Ramadan Yasser         | Fırat Karagöllü       | Mourad Ouhichi Mamadou Diambang     |
| Pesi mediomassimi fino a 81 kg   | Mohamed Sahraoui       | İhsan Yıldırım Tarhan | Antonio Brillantino Ahmed Ismail    |
| Pesi massimi fino a 91 kg        | Milorad Gajovic        | Omar Bellaouati       | Mohamed Homrani Ahmet Aksu          |
| Pesi supermassimi oltre 91 kg    | Sami Jendoubi          | Ahmed Wattar          | Mehdi Aouiche Alexander Pejanovic   |

## Medagliere
| Posizione | Paese               | Oro | Argento | Bronzo | Totale |
| --------- | ------------------- | --- | ------- | ------ | ------ |
| 1         | Turchia             | 4   | 2       | 1      | 7      |
| 2         | Tunisia             | 3   | 3       | 6      | 12     |
| 3         | Egitto              | 2   | 1       | 1      | 4      |
| 4         | Francia             | 1   | 2       | 5      | 8      |
| 5         | Algeria             | 1   | 2       | 1      | 4      |
| 6         | Serbia e Montenegro | 1   | 0       | 2      | 3      |
| 7         | Siria               | 0   | 2       | 1      | 3      |
| 8         | Grecia              | 0   | 0       | 3      | 3      |
| 9         | Italia              | 0   | 0       | 2      | 2      |
| 10        | Croazia             | 0   | 0       | 1      | 1      |
| 10        | Cipro               | 0   | 0       | 1      | 1      |
| Totale    | Totale              | 12  | 12      | 24     | 48     |